# Jana Riva

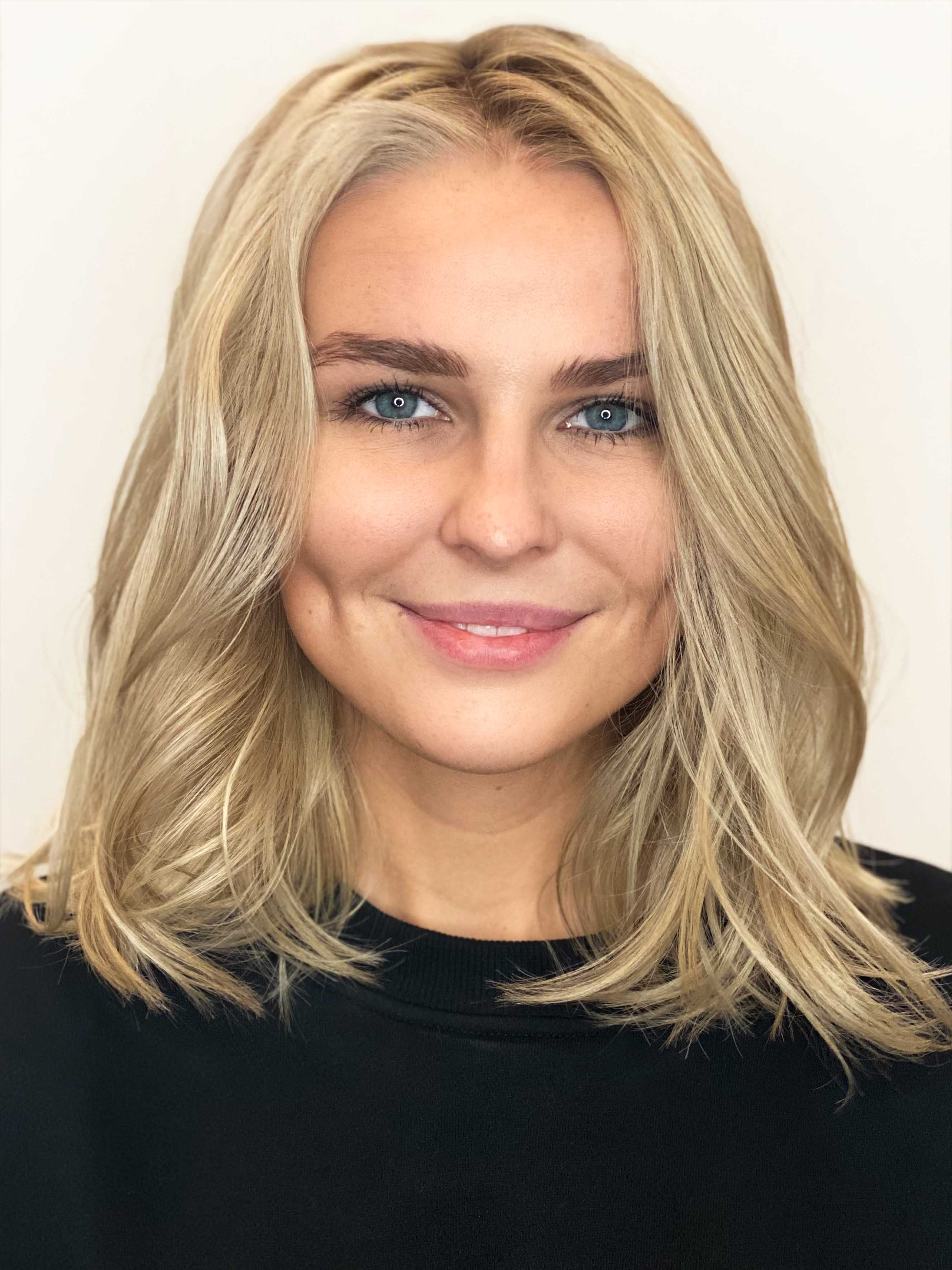
Jana Riva (2020)

Jana Riva (* 29. Juli 1994 in Saran, Kasachstan, als Jana Privalov) ist eine deutsche Schauspielerin und Webvideoproduzentin auf den Plattformen Instagram, YouTube und TikTok.

## Leben und Wirken
Riva sammelte im Alter von 13 Jahren erste Erfahrungen als Model. 2011 nahm sie an der Model Academy Fashion&Music von Peyman Amin teil und erreichte den 3. Platz. Sie besuchte von 2016 bis 2019 die Arturo Schauspielschule und absolvierte dort ihren Abschluss als Schauspielerin.
Riva ist unter anderem in der Serie Wishlist zu sehen und spielte bei der norwegischen Serie Semester in neun Episoden die Rolle der Greta.
Ihren Youtube-Kanal eröffnete sie 2015 und veröffentlichte 2018 ihr erstes öffentliches Video. Sie lädt auf ihrem Kanal hauptsächlich Pranks, Challenges, Sketche und Vlogs hoch und bezieht sich auf das Genre „Comedy & Lifestyle“. Der Kanal hat mit Stand April 2020 über 120.000 Abonnenten.
Auch auf ihrem Instagram-Kanal beschäftigt sich Riva mit den Themen Lifestyle sowie Comedy. Der Kanal hat mit Stand Januar 2023 mehr als 225.000 Abonnenten.

## Filmografie
- 2018: Wishlist (ARD, Staffel 2, Folge 3)
- 2019: Semester (NRK, Staffel 2, Folge 1–9)
- 2021: Das Internat (Joyn, Staffeln 2 und 3)
- 2021: Sex Zimmer, Küche, Bad (Prime Video, Staffel 1)
- 2024: Rote Rosen (ARD, Staffel 22)